# Effets de mer sur les rochers
 (juillet 2025).
Pour plus de détails, voir Fiche technique et Distribution.
Effet de mer sur les rochers est un film de Georges Méliès, sorti en 1896. Actuellement, le film est considéré comme perdu.